# Jardins de la Glorieta

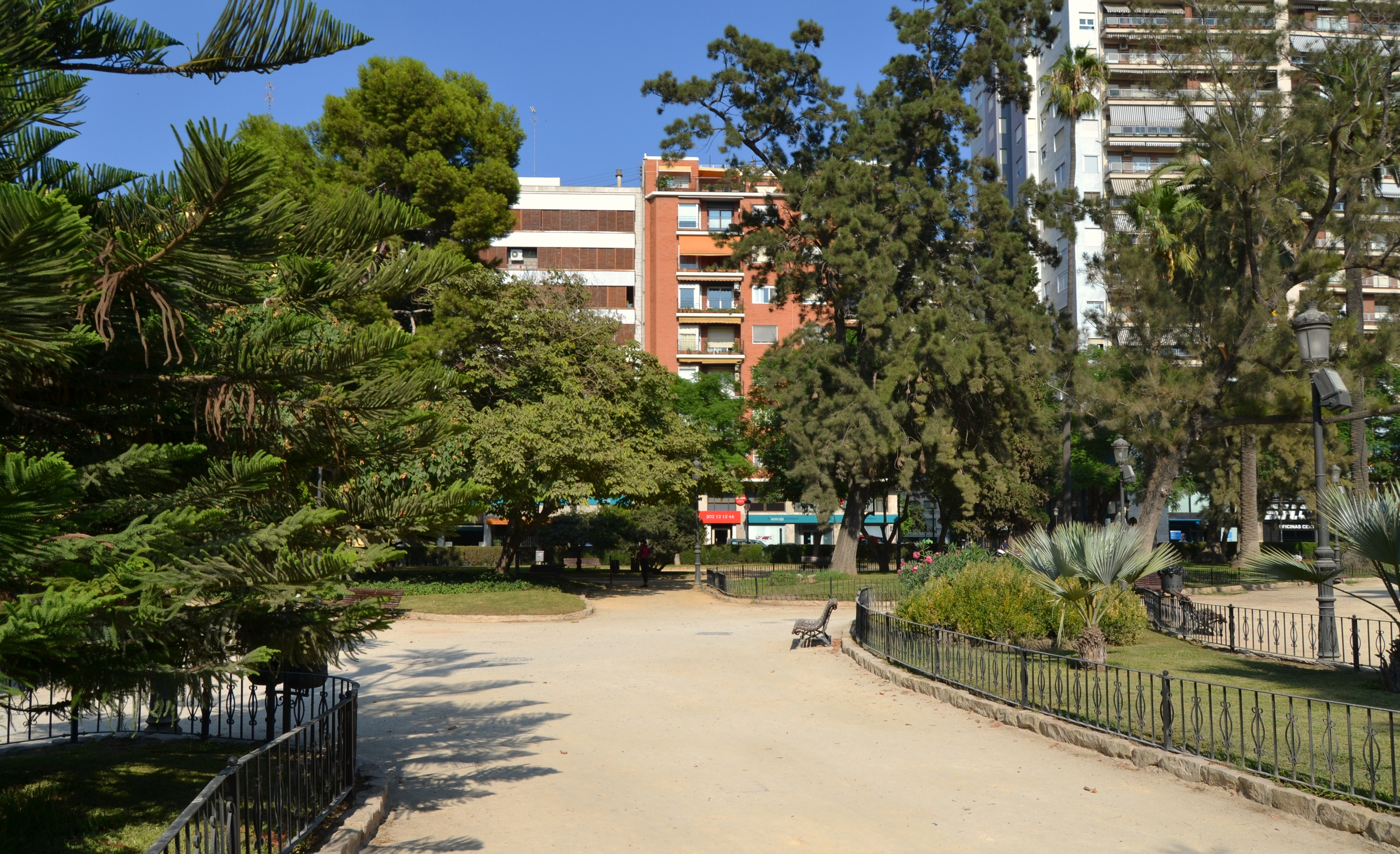
Els jardins de la Glorieta

Els Jardins de la Glorieta, coneguts simplement com la Glorieta, són uns jardins de la ciutat de València, situats al barri de la Xerea, al districte de Ciutat Vella. Està delimitada pels carrers del General Tovar, del General Palanca, per la plaça de la Porta de la Mar a l'est i pel sud fita amb la plaça d'Alfons el Magnànim i el palau de Justícia.

## Història

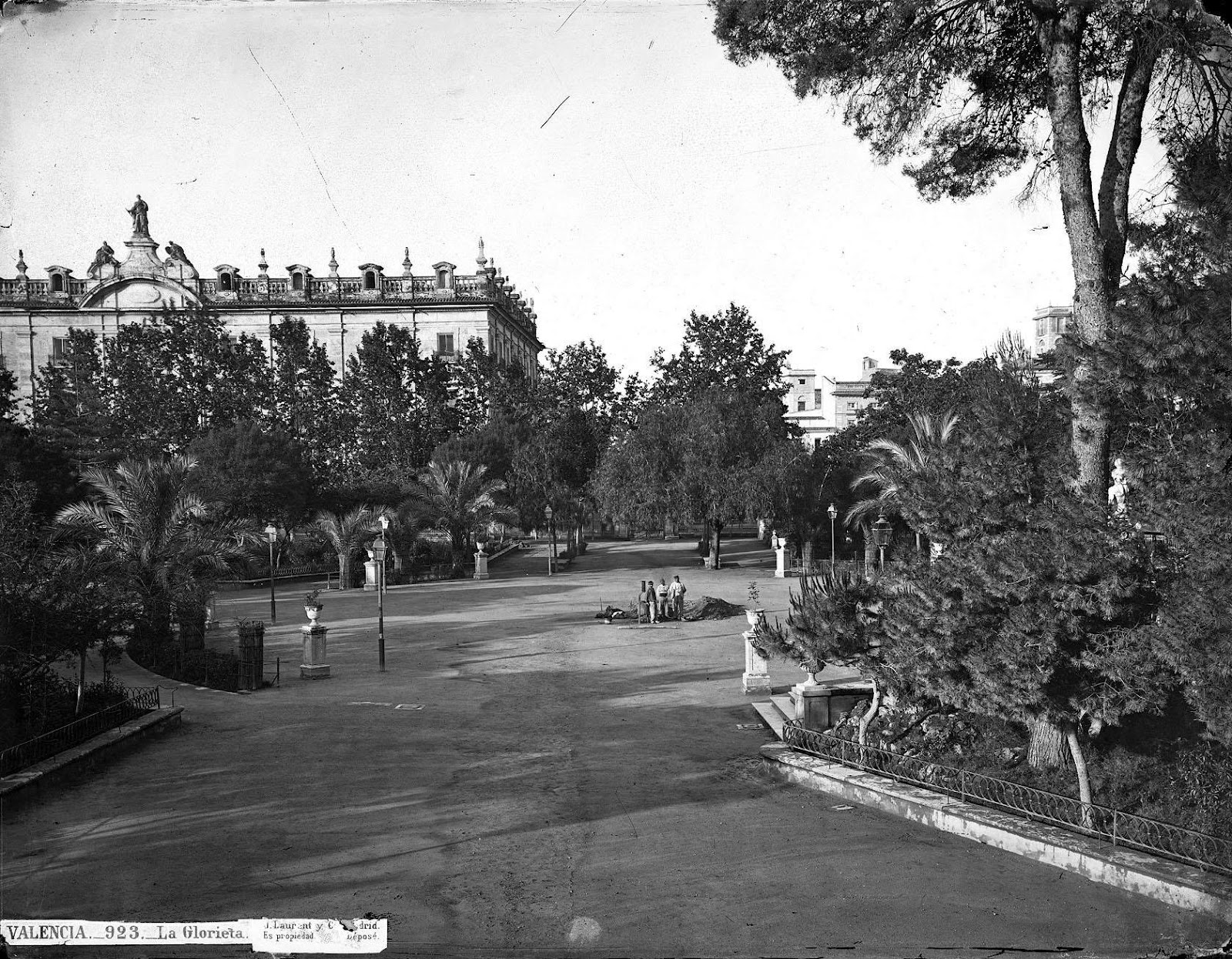
Aspecte de la Glorieta l'any 1870

El naixement dels Jardins de la Glorieta ve paradoxalment sota el guiatge del general francés Louis Gabriel Suchet, durant el període en què aquest va estar al comandament de la ciutat durant la Guerra del Francés. Aquest va adquirir el 1812 els terrenys existents entre el convent de Sant Doménec i la Duana de València (actual palau de Justícia) i, en aquest espai, va començar la plantació d'arbres i espècies botàniques a les quals era molt aficionat.
Amb la retirada dels francesos de la ciutat de València el 1813, el testimoni del parc el recollí el general Javier de Elío, capità general de València, que encarrega a l'arquitecte Manuel Serrano Insa el traçat del nou jardí el 1817.
El general Elio, al principi, va voler col·locar-hi una estàtua del rei Ferran VII, però al final i amb els diners recaptats amb aquesta finalitat es van comprar diverses espècies botàniques: tarongers, salzes, freixes, etc., així com diverses escultures procedents de l'antic hort del canonge Pontons (situat a Patraix), moltes de les quals han anat a embellir altres jardins de la ciutat.	
Les primeres línies per a la plantació de l'albereda es traçaren el 17 de febrer del 1817 per l'arquitecte de la fortificació d'aquesta plaça, Manuel Serrano Insa. Durant dos anys més, continuaren les obres: s'hi feren camins vorejats de bardisses formant quadres, a l'interior dels quals se sembraren diversos arbustos. Per rematar aquests quadres, es van construir bancs de pedra amb respatller de ferro (anys més tard, aquest bancs passaran al Parterre). També es col·locaren pedestals de fusta amb testos de flors i es compraren diverses estàtues per distribuir-les pel passeig. Amb aquestes actuacions, el passeig se'l considera jardí a partir de l'any 1819.

### Primera modificació

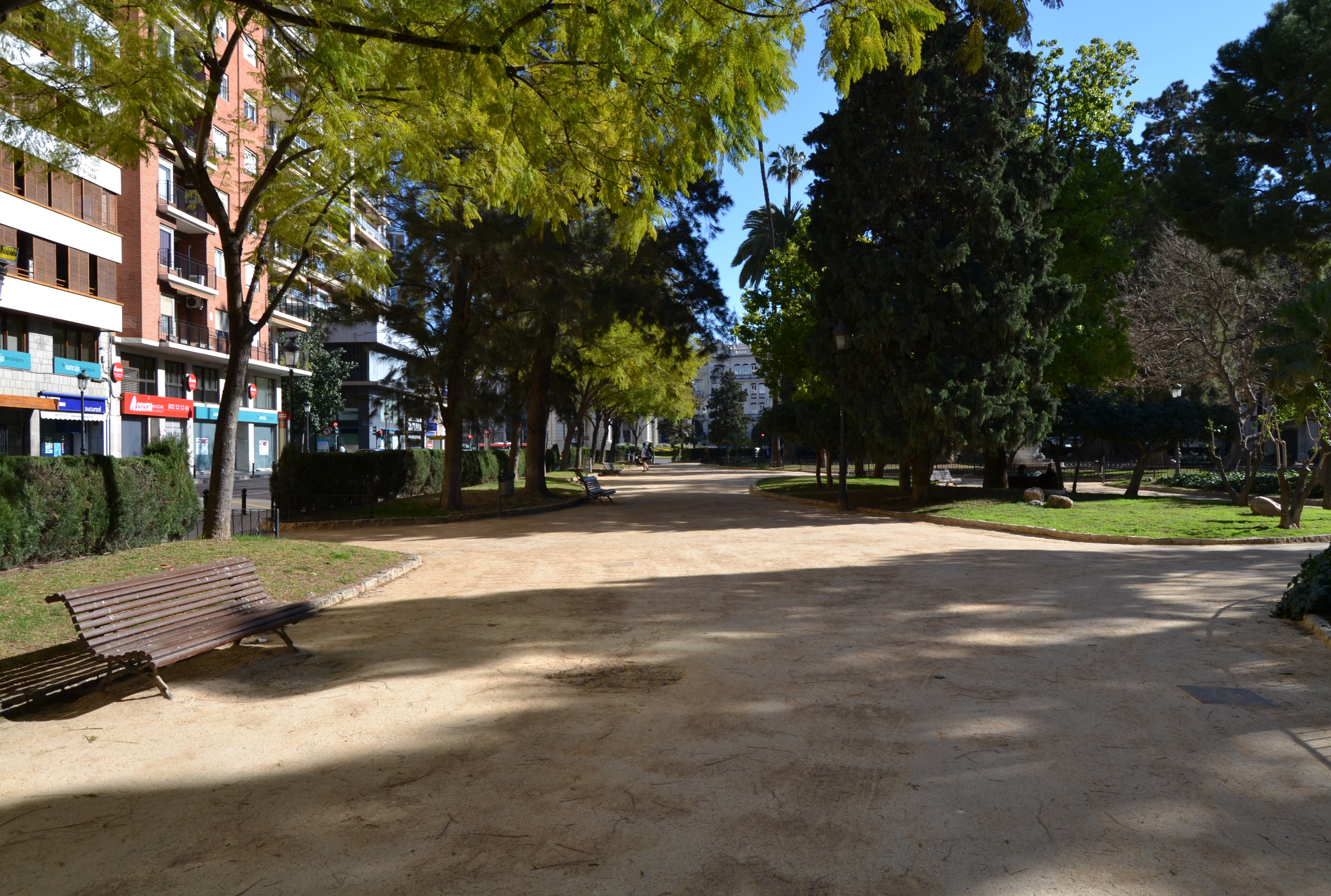
Passeig

La Glorieta va romandre sense canvis fins al 1826, quan es van reprendre les obres, i era capità general O'Donell. En realitat, aquestes no acabaren fins al 1844, ja que durant quasi vint anys s'hi realitzaren diferents millores i canvis.
En aquesta primera transformació, se substitueixen els canyissos de la tanca per un tancament més sòlid format per balustres de fusta sustentats per pilars de pedra, sobre els quals es col·locaren uns gerros i pitxers, i quedà així una superfície tancada de 150 metres per la part més llarga (des de la plaça de Tetuan a la del Príncep Alfons, i 120 metres d'amplada (des de l'eixida del carrer de la Mar fins a la porta del mateix nom). També el 1826, es construeix un pavelló per a la música, i un any després es va perfeccionar l'embelliment del passeig amb motiu de la visita a la ciutat de Ferran VII.
En aquest període, la Glorieta es presenta com un espai amb un tancament rígid amb sis portes: l'una que s'obri al carrer de la Mar, i oposada a aquesta la que desemboca a la muralla; dues més que s'obrin cap a la plaça de Sant Domingo i cap a la plaça del Príncep Alfons (lloc que ocupa actualment el Parterre) respectivament, i dues més, l'una davant de la tanca del convent de Sant Doménec i l'altra davant el palau de la Duana.
L'entrada principal d'aquesta època era la situada enfront del carrer de la Mar, construïda sota la direcció de l'arquitecte Cristóbal Sales i rematada per dos lleons de pedra que subjectaven amb les seues urpes sengles esferes i portaven al llom amorets amb emblemes, escultures que va realitzar Vicent Piquer. D'aquesta època, és també la construcció d'un pavelló de música construït en fusta.

### Segona modificació

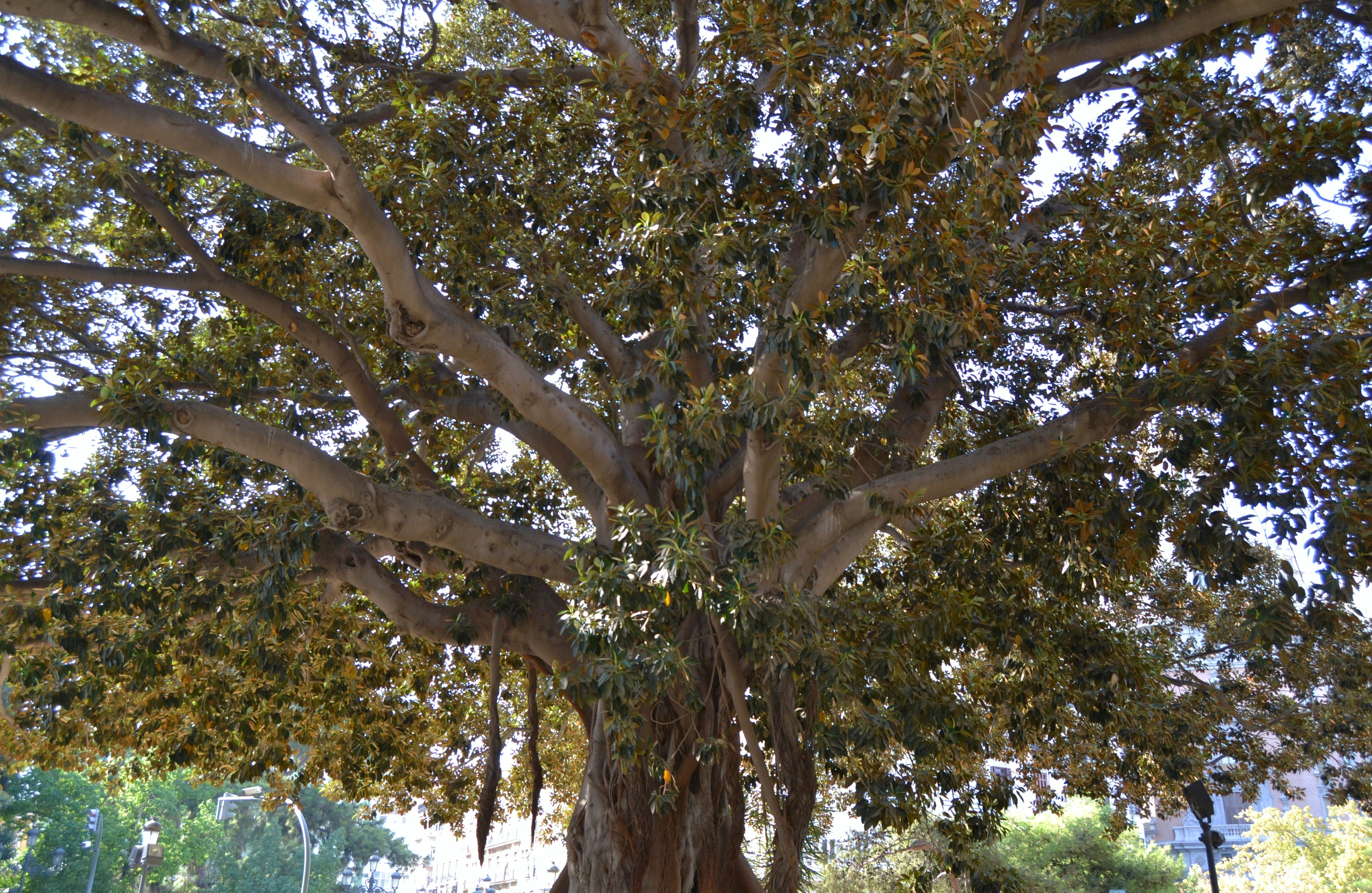
Ficus

A partir de l'any 1844, s'inicia una transformació profunda del jardí, se'n canvia l'estructura, s'eixamplen les voreres i s'hi col·loca enllumenat per gas. També es construeix un café, es planten noves espècies d'arbres i hi ha notícies de l'existència d'un hivernacle al costat del pavelló de música, junt a la tàpia que separava el passeig del Parc d'Artilleria. En aquest moment, el jardí comença a prendre un caire més obert, de lloc de reunió, on a més de passejar hi tenen lloc diversos actes públics de caràcter social i cultural.
El principal canvi fou l'eixamplament del passeig central, suprimint la rotonda petita, acabant aquest en el gran oval central del jardí que donava al carrer de la Mar. Un altre camí transversal creuava des del Parterre fins al costat oposat, pràcticament igual que el traçat anterior. El petit bosquet triangular també hi romangué sense canvis.
El primer fanal de gas que es va encendre a València fou precisament a la Glorieta, concretament el 9 d'octubre del 1844. L'alcalde n'era el marqués de Campo, que va introduir a la ciutat nombrosos avenços. El gas procedia de la fàbrica de gas situada al costat de la Duana, des d'on passava a la Glorieta. Així doncs, el passeig de la Glorieta fou el primer lloc il·luminat amb gas de la ciutat, amb la col·locació de diversos fanals repartits simètricament per la rotonda i voreres laterals.
L'eixamplament de les voreres va provocar que l'estàtua del Tritó fóra desmuntada i guardada en un magatzem municipal. No es va tornar a col·locar fins al 1860. L'any 1846, es va inaugurar un café per donar-li al passeig un aire més cosmopolita, ja que es fa a imitació dels que existien a Londres i París. Es va situar en el primer quadre a la dreta entrant per la porta de la Mar.
El 1852, es planten els grans ficus que en l'actualitat es troben davant del palau de Justícia; destaquen per la seua monumentalitat i les seues grans arrels. També es planten pins canaris, palmeres i ficus de fulla ampla, entre altres espècies botàniques.
A partir d'aquesta data, s'hi van anar plantant noves espècies. Es coneix l'any exacte de plantació de moltes d'aquestes, algunes de les quals encara sobreviuen: raigons del Canadà, catalpes i esteresiteas (1846), el castanyer d'Índies (1849), plàtans orientals i til·lers (1850), les palmeres al voltant de la rotonda (1853), les magnòlies que envoltaven els quadres (1854), nova plantació de palmeres (1856).

### Tercera modificació

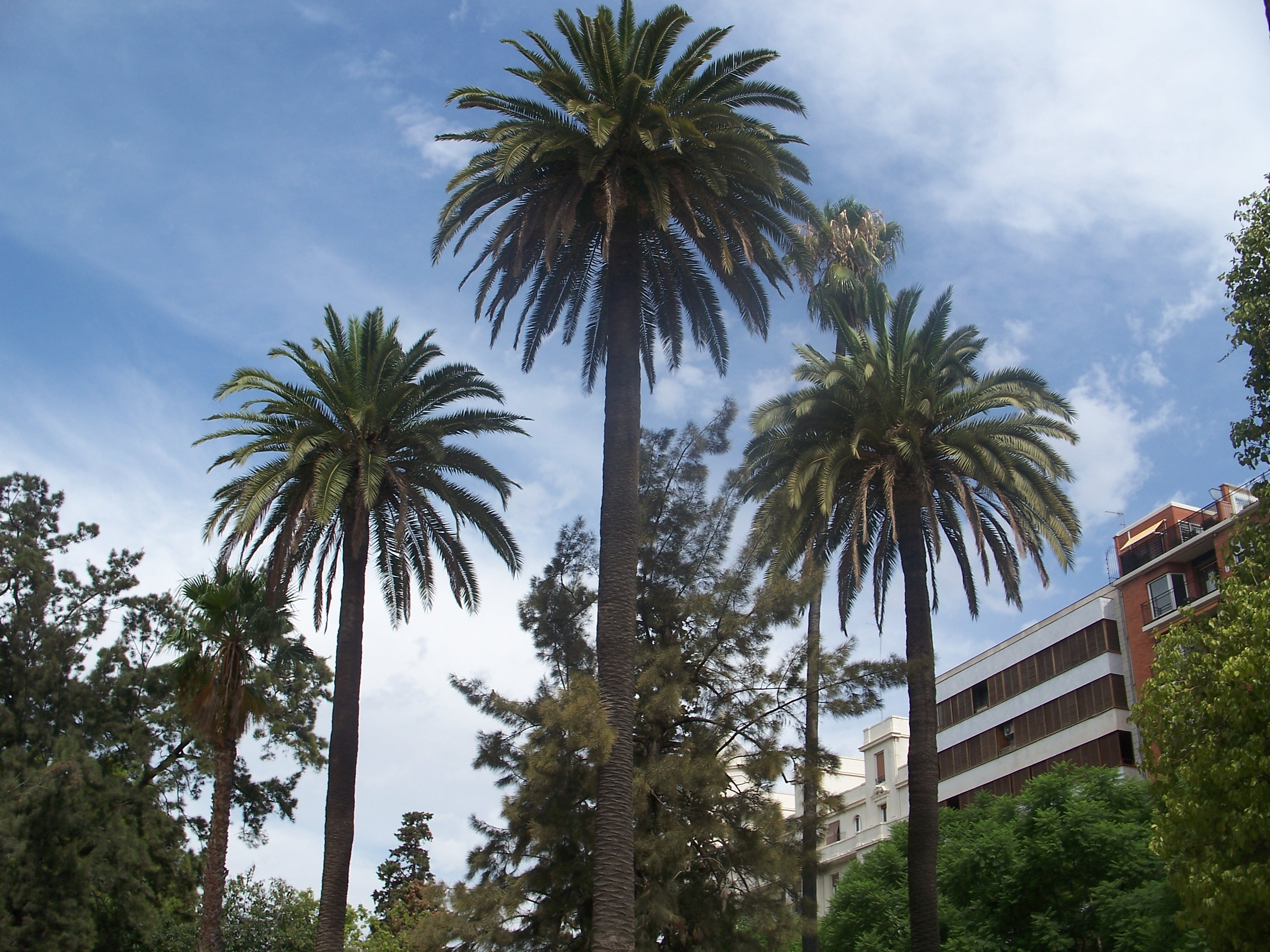
Palmeres dels jardins de la Glorieta

L'any 1859, es va substituir la tanca de fusta amb pilastres de fusta per una de ferro. Aquest nou enreixat tenia diverses portes, una de monumental que enfrontava amb la plaça de Tetuan, una altra cap a la Ciutadella, una altra que donava accés al Pla del Remei, dues de perpendiculars a la fàbrica de tabacs (actual palau de Justícia) i una altra front al carrer de la Mar. Aquesta última tenia dos lleons que sostenien el globus i el llibre de la Constitució, amb les inscripcions Constitució 1837 i Ayuntamiento 1840. Un any després, l'escultura del Tritó va tornar a la Glorieta, on es va col·locar en una font existent en l'actualitat, adossada al bosquet. Realitzada en marbre negre segons un projecte de l'arquitecte Antonio Sancho i l'alumne de l'Acadèmia Antonio Cortina.
Al mateix temps que es canvià l'enreixat, s'hagué de renovar l'arbrat del passeig i donar amplada als seus carrers. Va desaparèixer la murtra i els xiprers retallats que feien de bardisses i s'eliminaren els tarongers i altres arbres fruiters. Aquestes espècies se substituïren per magnòlies, plàtans, salzes, acàcies i palmeres, nesprers del Japó, rosers marroquins i diversos arbustos. El 1862, s'hi van plantar eucaliptus, que ja no existien l'any 1905.
Amb aquesta reforma, es canvià totalment la forma de la Glorieta, tant pel que fa a elements estàtics com en la vegetació. La reforma va ser criticada, en considerar que el jardí deixava de ser un jardí valencià, amb plantes autòctones, per a passar a ser un lloc amb plantes més corpulentes, però menys familiars per als valencians.

### Últim quart delseglexix

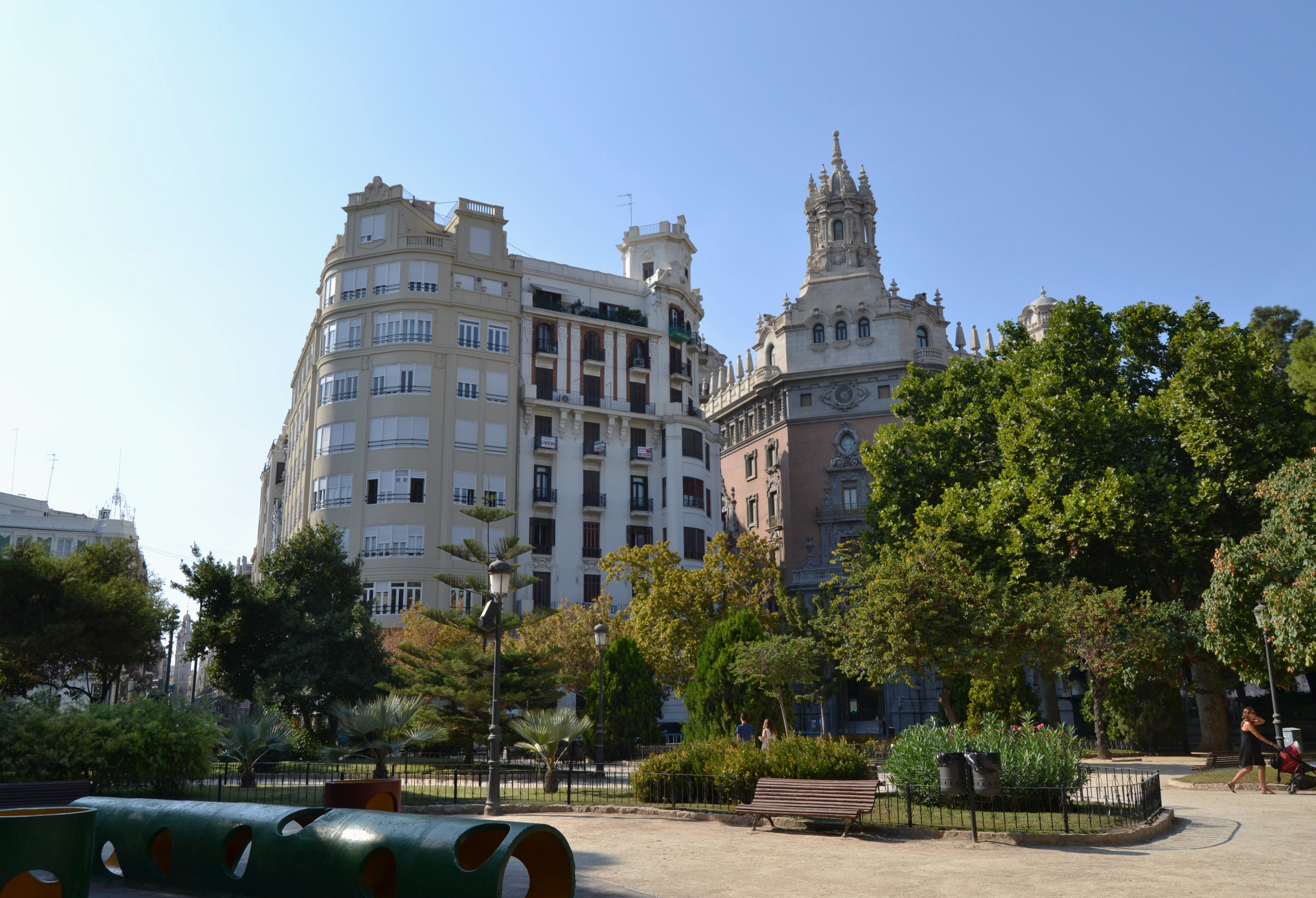
La Glorieta i els edificis del voltant

L'any 1883, es realitzà al passeig de la Glorieta una exposició de plantes, animals, maquinària i productes agraris. A la plaça central`, s'hi va col·locar el pavelló que s'utilitzava a l'Albereda durant la Fira de Juliol i al seu voltant, en cercle, vint pavellons destinats a l'exposició de vins, olis i altres productes agrícoles. També s'hi exhibien col·leccions de plantes i rams de flors. Hi havia exposicions d'animals de corral, domèstics o d'aplicació agrícola; a l'andana paral·lela a la fàbrica de tabacs, hi havia huit cavallerisses. També hi havia instal·lacions per a grans i adobs, ferramentes, aparells agrícoles, útils de jardineria i tot allò relacionat amb el món del camp. Aquest fou un esdeveniment important; durant la nit, estava il·luminada amb llum elèctrica, ja que es pot considerar com l'antecedent de les fires agrícoles actuals.
Un altre esdeveniment significatiu per a la Glorieta fou la visita de la reina Maria Cristina i Alfons XIII el juny del 1888, tant a nivell de la vida social de la ciutat com en les transformacions realitzades per a l'ocasió al jardí. A la rotonda central, es va muntar una tenda de campanya de 30 metres d'alçada, amb teles blanques i blaves subjectades per cordons d'or amb grans borles. Hi havia un aviari i un estany circular amb peixos, envoltat de plantes, una tribuna per a l'orquestra i totes les palmeres de la plaça central estaven il·luminades amb les llums enroscades als troncs.
El 1895, l'arquitecte Antonio Ferrer Gonzàlez construeix una Casa de Socors a l'interior del parc, entre el café i la reixa recaient a capitania, situada en el mateix solar on abans hi havia uns magatzems.

### Quarta modificació

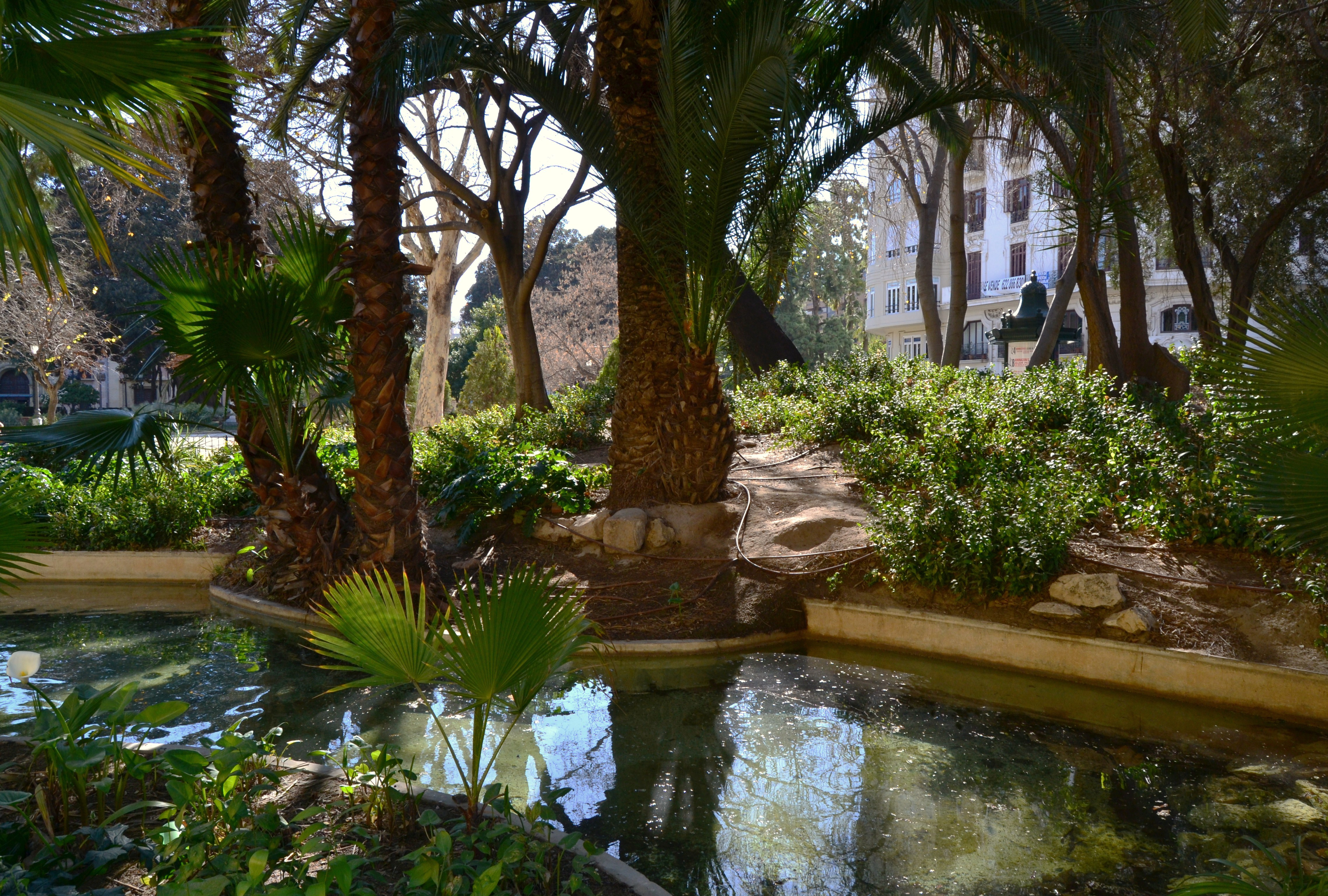
Estany

L'any 1900, es va instal·lar un café restaurant dins del jardí, a la part esquerra de l'andana central, entre la rotonda i la casa del guarda. També es va col·locar un quiosc de premsa.
El mateix any, es demanà permís per a la ubicació d'un teatre a l'aire lliure, i s'inaugurà el 17 de juny de l'any següent amb El barber de Sevilla. La construcció del teatre no fou popular, fins al punt que s'arribà a instruir expedient per al seu enderrocament. Aquest teatre s'incendià el 24 de setembre del 1905, i ocasionà greus desperfectes a diversos arbres, i no es va reconstruir.
El mateix any, es va produir una important reforma a la Glorieta. En aquest moment, es tenia una impressió general que s'hi hauria de realitzar una millora, i que venia demanada per les necessitats de la població i els avenços en jardineria, més en la línia del paisatgisme anglès. Així doncs, la Comissió de Passeigs de l'Ajuntament acordà dur-ne a terme la reforma, i comencen les obres el 6 de març del 1901.
Aquesta reforma es feu sota un traçat anglés; es construïren massissos de plantes i flors amb una disposició irregular, amb la terra procedent dels enderrocs efectuats per a l'obertura del carrer de la Pau (aleshores anomenada Peris i Valero). S'hi suprimiren els bancs de pedra; s'aconseguí una major superfície i s'instal·laren andanes places amb massissos, però amb plantacions de noves espècies (gespa, bambú, magnòlies, gardènies, nards, begònies, clavells, rosers i diferents arbustos). Els bancs eliminats s'utilitzaren en altres llocs, com en el bancs de l'ampit del riu a l'alçada de l'Albereda cap al pont de la Mar. Els respatllers de ferro que hi havia als bancs de la Glorieta passaren a complir la mateixa funció al banc que envolta el Parterre. Es va canviar la il·luminació, redistribuint-se els fanals existents i es col·locaren potents focus elèctrics d'arc voltaic per tot el parc. Finalment, es va construir una gruta per albergar l'escultura de Neptú, estàtua que va arribar a formar part del jardí de la Glorieta el 1901, procedent de l'Albereda, on es va col·locar quan es va comprar de l'hort de Pontons. Al mateix temps, desaparegueren les escultures que representaven les quatre estacions, i es traslladaren als vivers que l'Ajuntament tenia en el camí de Montolivet i que actualment es conserven als jardins del Real. Aquesta reforma va canviar l'aspecte del jardí, però no gaire la seua estructura, ja que la plaça i la distribució dels passeigs va restar igual.
Amb l'obertura del carrer de la Pau, s'obrí una nova porta de tres buits, i se'n convertí en la porta de més importància després de la principal.

### Cinquena modificació
L'any 1925, es dividí la Glorieta en dues parts per una avinguda que continua quasi en línia recta des del carrer de la Pau fins a la plaça de la porta de la Mar. Aquesta decisió es va prendre per imperatius de la circulació dels vehicles provinents del carrer de la Pau, que trobaven un obstacle en la tanca de la Glorieta, i la solució immediata fou eliminar-la i dividir el jardí en dues parts. Aquesta solució va acabar amb el que de lloc tranquil pogués tindre encara, per a convertir-la en una plaça enjardinada, encara que hi subsistien espècies arbòries notables del que fou l'antiga Glorieta, la muntanyeta amb la font del Tritó i la gruta de Neptú.
La reixa eliminada es va guardar en els magatzems municipals, fins al 1932, quan començà a muntar-se com a tancament dels jardins del Real, i es desmuntaren totes les estructures que encara quedaven en peu, a més d'arrencar diversos arbres, alguns de molt vells. D'aquesta època, ve la configuració definitiva que avui trobem.
La riuada del 1957 va afectar greument la ciutat; també la Glorieta i el Parterre. Se sap que, a l'alçada de l'Albereda, l'aigua va arribar als 2,75 metres, i es produïren uns 15 milions de pessetes de pèrdues en els jardins de València. Això feu necessària la reconstrucció del jardí, amb l'eliminació del carrer que la tallava i recuperant la jardineria paisatgista amb un aspecte semblant a l'actual.

## Descripció

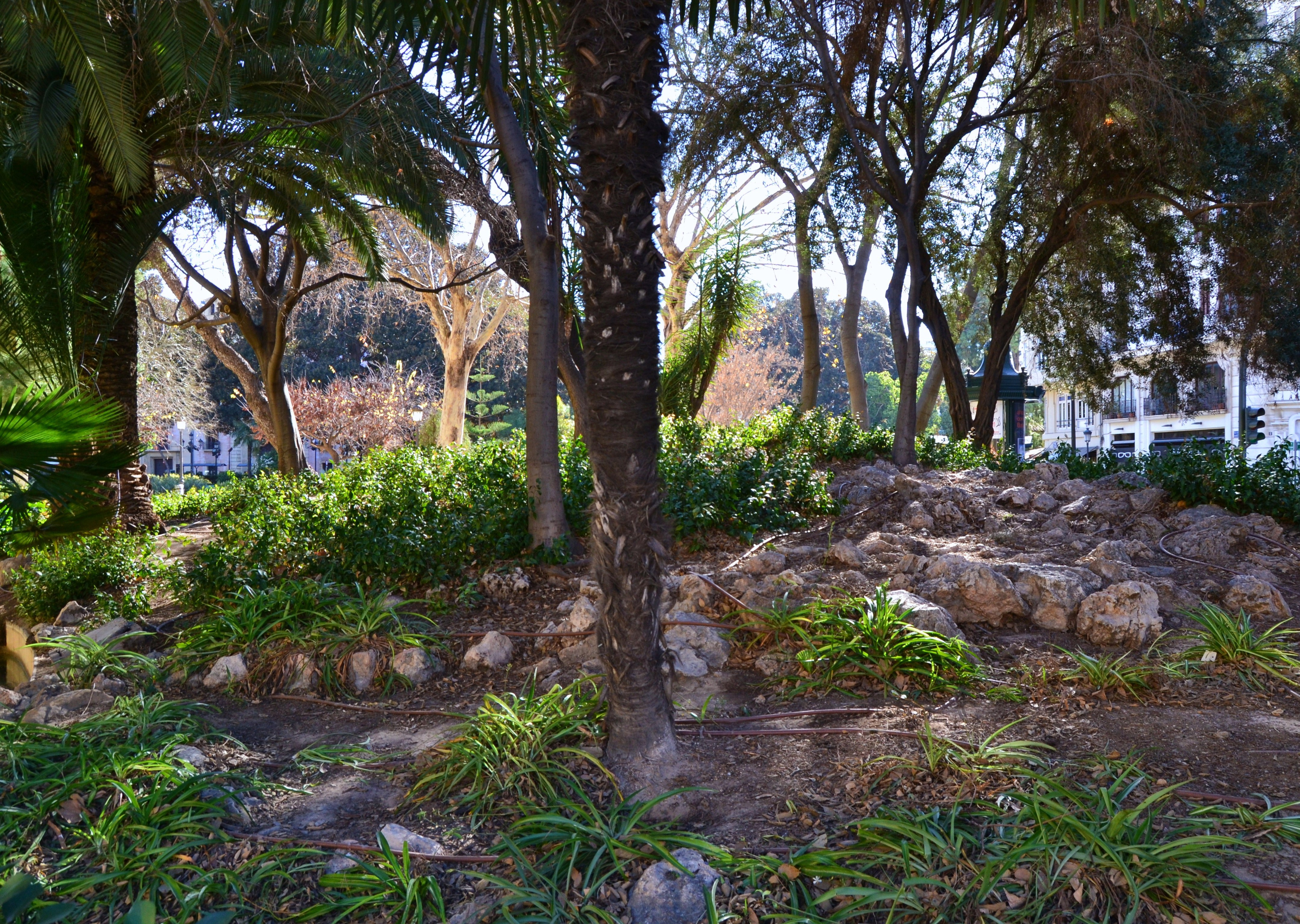
La muntanyeta.

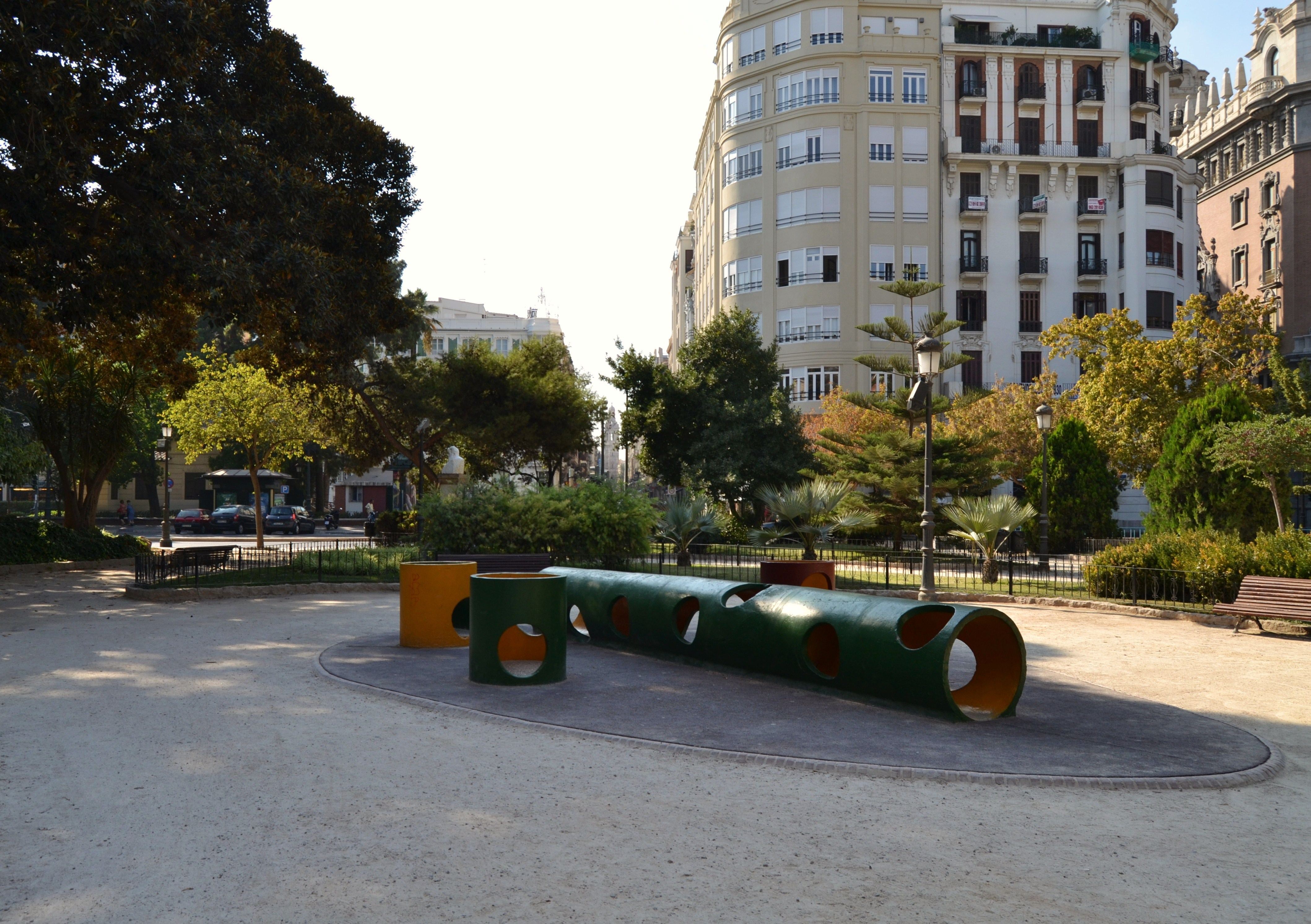
El parc infantil

El tancament del jardí està format per elements purament vegetals, si exceptuem el banc de pedra que recorre un petit tram del seu perímetre. L'estructura interior està condicionada actualment pels tres passos de vianants que uneixen el jardí amb l'exterior i que constitueixen els tres punts principals d'accés.
Les úniques zones de circulació o de pas són les que travessen el jardí perimetralment, des de la plaça de la porta de la Mar a la de Tetuan, i el passeig central, travessant entre la zona de jocs infantils. Els altres camins del jardí fan recorreguts sinuosos marcats pel contorn de les illetes existents a nivell del sòl, amb un traçat capritxós. Els punts de major interés que trobem a la Glorieta són, en primer lloc, la gran massa formada pels Ficus Macrophylla; en segon lloc, la muntanyeta amb l'alzina i la font del Tritó als seus peus, i el conjunt de palmàcies de la part central que destaquen del conjunt per la seua alçada.
El perímetre del jardí està recorregut per aurons, acompanyats per una bardissa de xiprer retallat a 70 cm d'alçada i deixant lliure les zones d'entrada. La part que recau al carrer de la Pau no té aquesta bardissa; per tant, el jardí queda obert des de la font del Tritó fins a la cantonada que enfronta amb el Parterre, i està tancat pels la resta dels costats, si n'exceptuem els punts d'entrada. Entrant per aquesta part lliure, s'hi troba a l'esquerra la font del Tritó, amb l'estàtua de Ponsonelli. A l'esquena de la font, s'alça la petita muntanyeta amb una vetusta alzina, considerat el millor exemplar de Quercus ilex que es pot trobar a la ciutat. La resta de la vegetació de la muntanyeta està composta per dos pins canaris i diversos Populus de gran envergadura. Contigu al monticle, hi ha també un petit estany envoltat per moreres de paper (Broussonetia papyrifera) i algunes plantes aquàtiques, com cales i Cyperus. Completen la vegetació d'aquesta zona algunes iuques i arbustos com Buxus i Ligustrum.
Enfront de la font, hi ha la nota de color més destacada del jardí, un parterre rectangular amb bandes de gespa i flors alternades; és l'única reminiscència dels traçats geomètrics que tingué la Glorieta. La resta de les plantes estan situades en illetes de formes arrodonides i cobertes de gespa, amb un disseny informal i atzarós.
El més cridaner de tot el jardí és la massa de color verd obscur formada pels Ficus macrophylla, que amb els seus immensos troncs i la magnitud de la seua copa omplin completament tota la longitud del jardí que limita amb el palau de Justícia. El ficus central, el més gran dels tres, té un diàmetre de copa de 40 metres, i a més s'enllaça amb el següent, formant un continu de vegetació.
La part central és la més àmplia i desproveïda de vegetació, està destinada a jocs infantils. Contigu a aquesta zona de jocs, hi trobem el grup de palmàcies format per tres Phoenix canariensis i dues Washingtònia. Aquestos arbres estan acompanyats per altres com casuarines, Cupressus, Pinus, eucaliptus i Brachychiton.

### Escultures

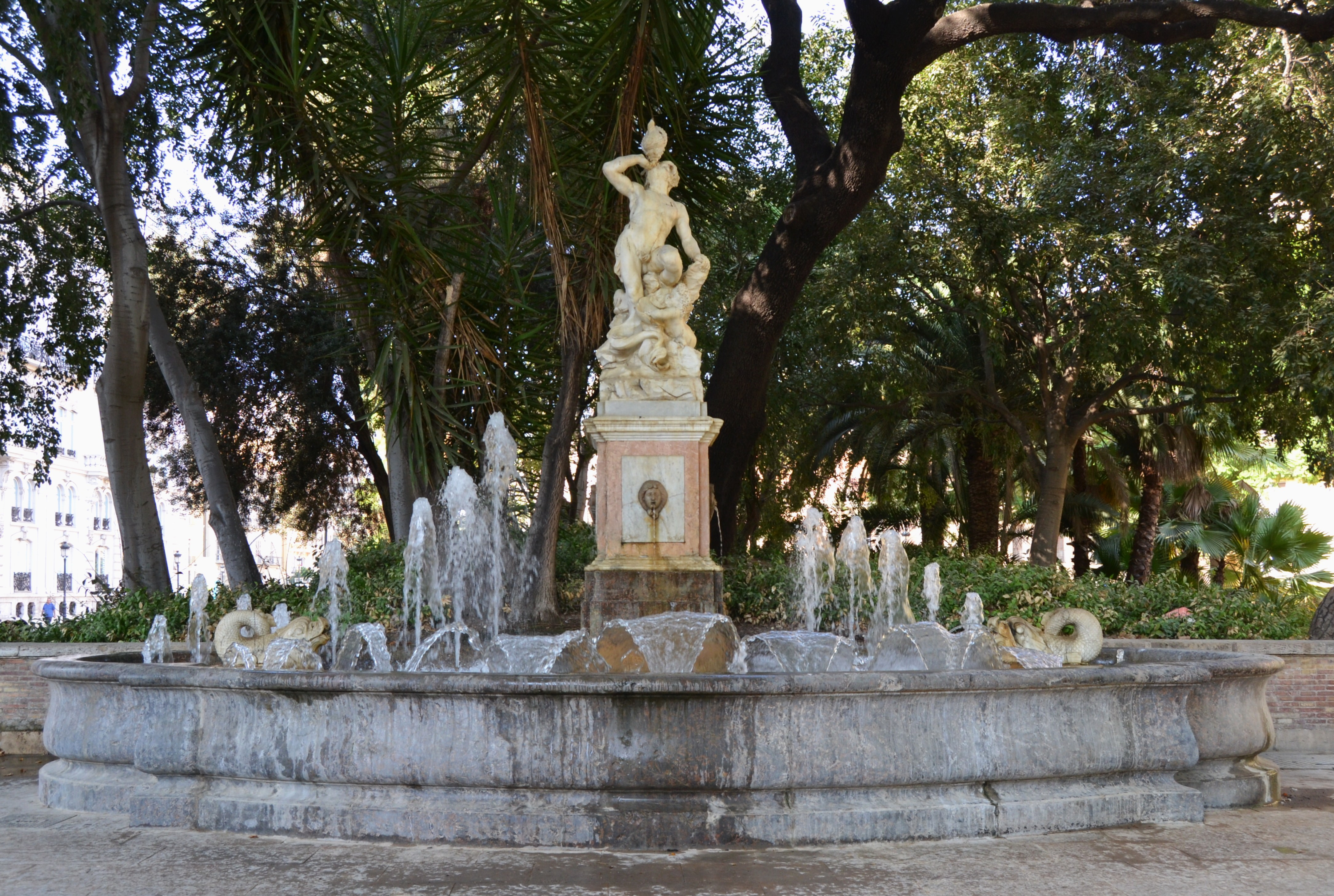
Font del Tritó

L'escultura més important del jardí és el Tritó, obra inspirada en una de semblant de Bernini. Aquesta escultura realitzada al segle xviii va ser una de les obres que es van portar per a la decoració de la Glorieta des de l'hort del canonge i mecenes de les arts Antoni Pontons. De totes aquestes escultures procedents de l'hort de Pontons, és l'única que continua a la Glorieta, les altres han canviat d'ubicació, les anomenades quatre estacions (en realitat, representacions de Diana, Venus, Apol·lo i Plutó) es troben als jardins del Real i el Neptú al Parterre.
L'escultura es va instal·lar en una font de marbre negre, projectada per Antonio Sancho. Sobre el pedestal, tres mascarons dels quals brollen ininterrompudament aigua i dos dofins sortidors que semblen emergir de les aigües. El conjunt s'emmarca en una petita muntanya amb un minúscul bosquet. La font té com a personatge central el Tritó, escultura realitzada en marbre blanc i que s'aixeca sobre rocalls, acompanyat per altres éssers de la mitologia grega. Porta una gran caragol de mar per on bufa i pel qual surt un raig d'aigua. La figura és obra de Giacomo Antonio Ponsonelli. Va ser portada a la Glorieta l'any 1833 per a ser retirada el 1844 i tornada a col·locar en el seu lloc actual el 1860.
Les altres escultures que es troben en l'actualitat a la Glorieta són de la dècada 1918-1928, dedicades principalment a pintors. Destaca el monument al Dr. Ramón Gómez Ferrer, dedicat per les mares valencianes. El seu autor fou Francisco Paredes García (1881-1945), professor de l'Escola de Belles Arts de València, l'any 1920. El monument, de marbre blanc i bronze, mostra al metge assegut en un banc amb dos xiquets als seus peus.
Les altres escultures estan dedicades a diversos pintors: a Antonio Muñoz Degrain, formada per un bust en marbre sobre un pedestal que forma un banc de pedra, sufragat pel Cercle de Belles Arts en la seua major part i col·locat ací el 1915; és obra de l'escultor valencià Francisco Marco Díaz-Pintado. L'escultura de Francesc Domingo Marqués s'inaugurà a iniciativa de la Joventut Artística Valenciana el 1918, bust en marbre blanc realitzat per Marià Benlliure el 1885. El monument a Joaquín Agrasot Juan fou aixecat el 1919 a iniciativa de Joaquim Sorolla entre d'altres i per subscripció popular, entre aquests l'Ajuntament d'Oriola, lloc de naixement del pintor. El bust és de l'escultor Francisco Marco Díaz-Pintado.

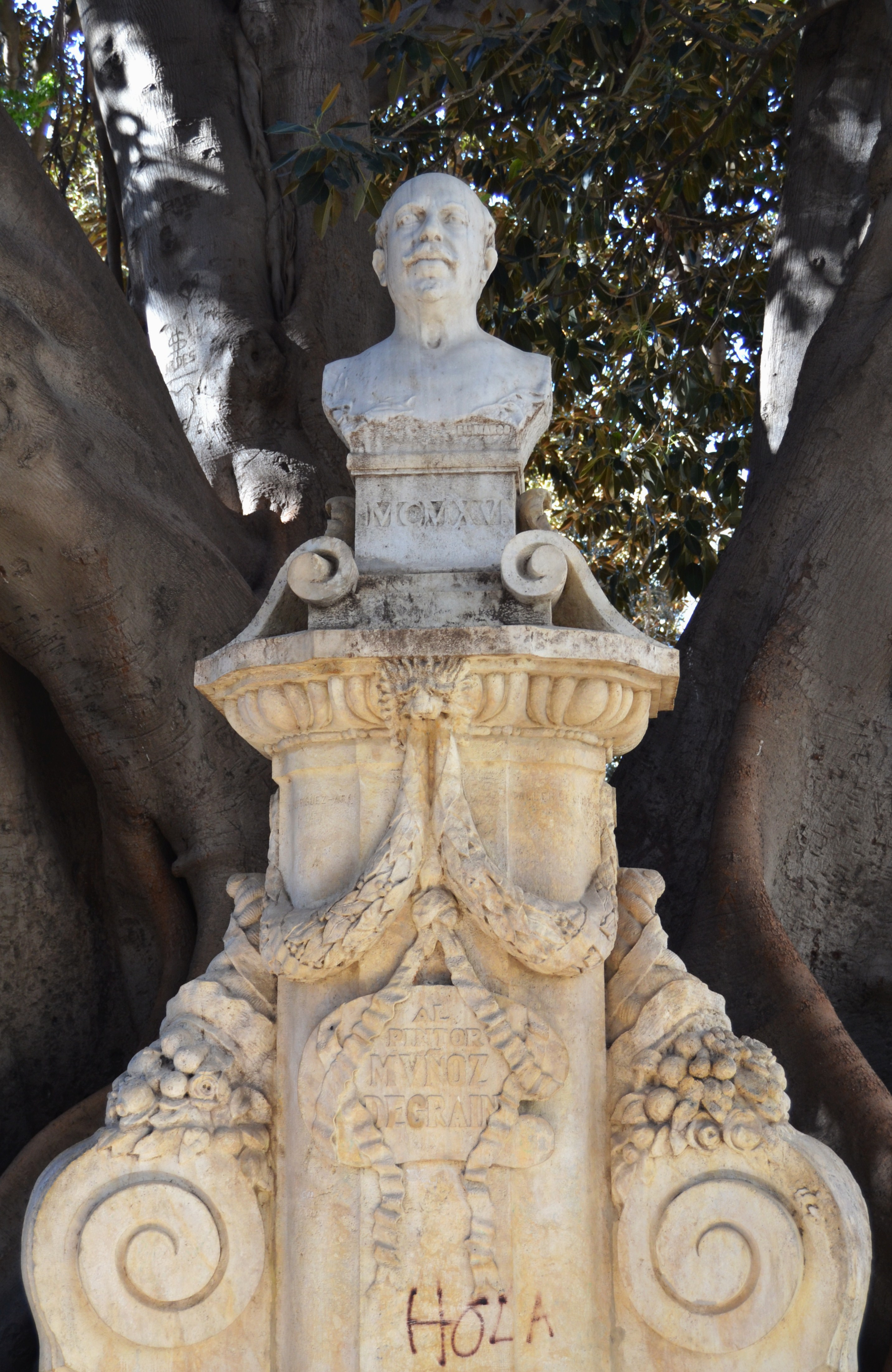
Monument a Antonio Muñoz Degrain
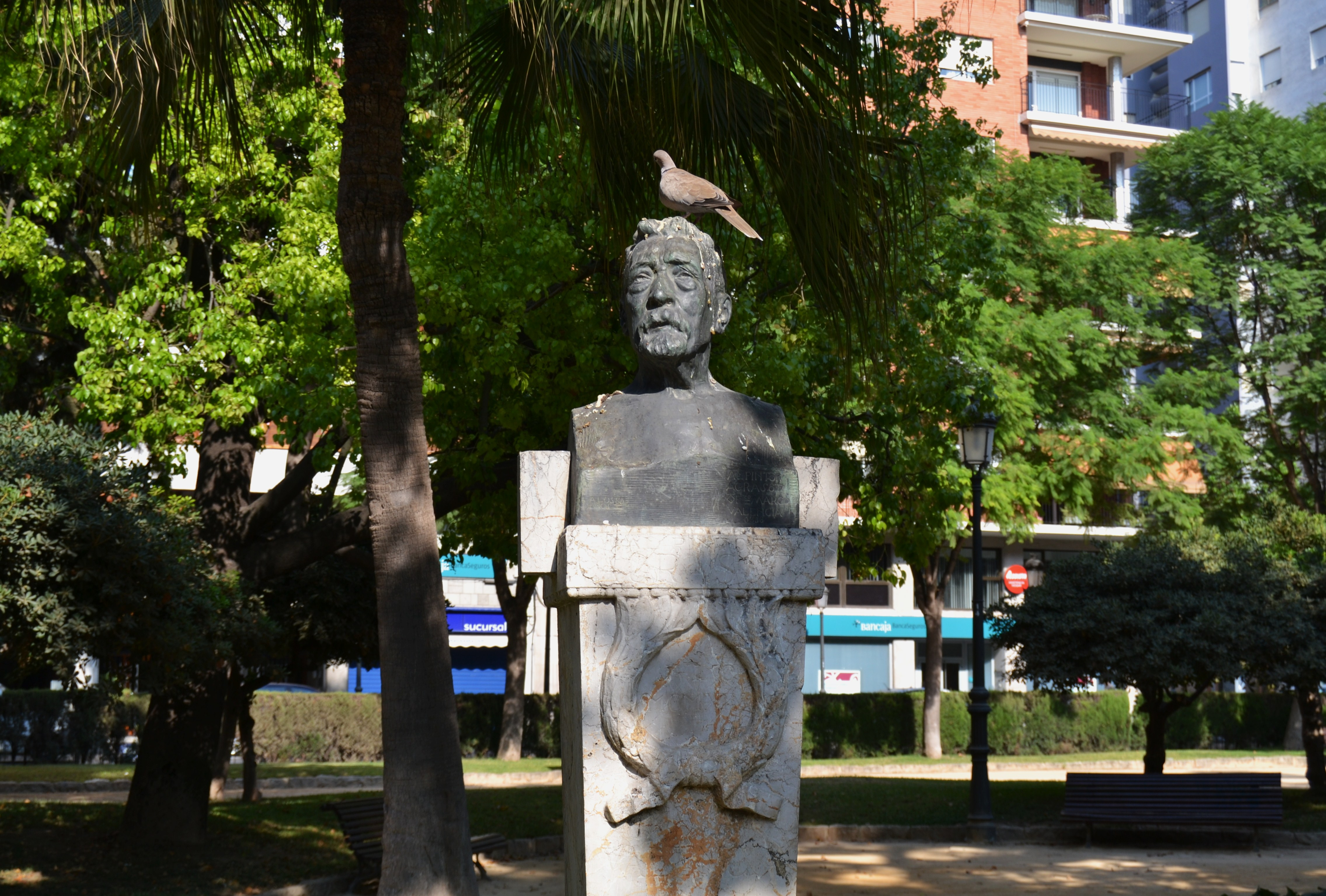
Monument a Joaquim Agrasot
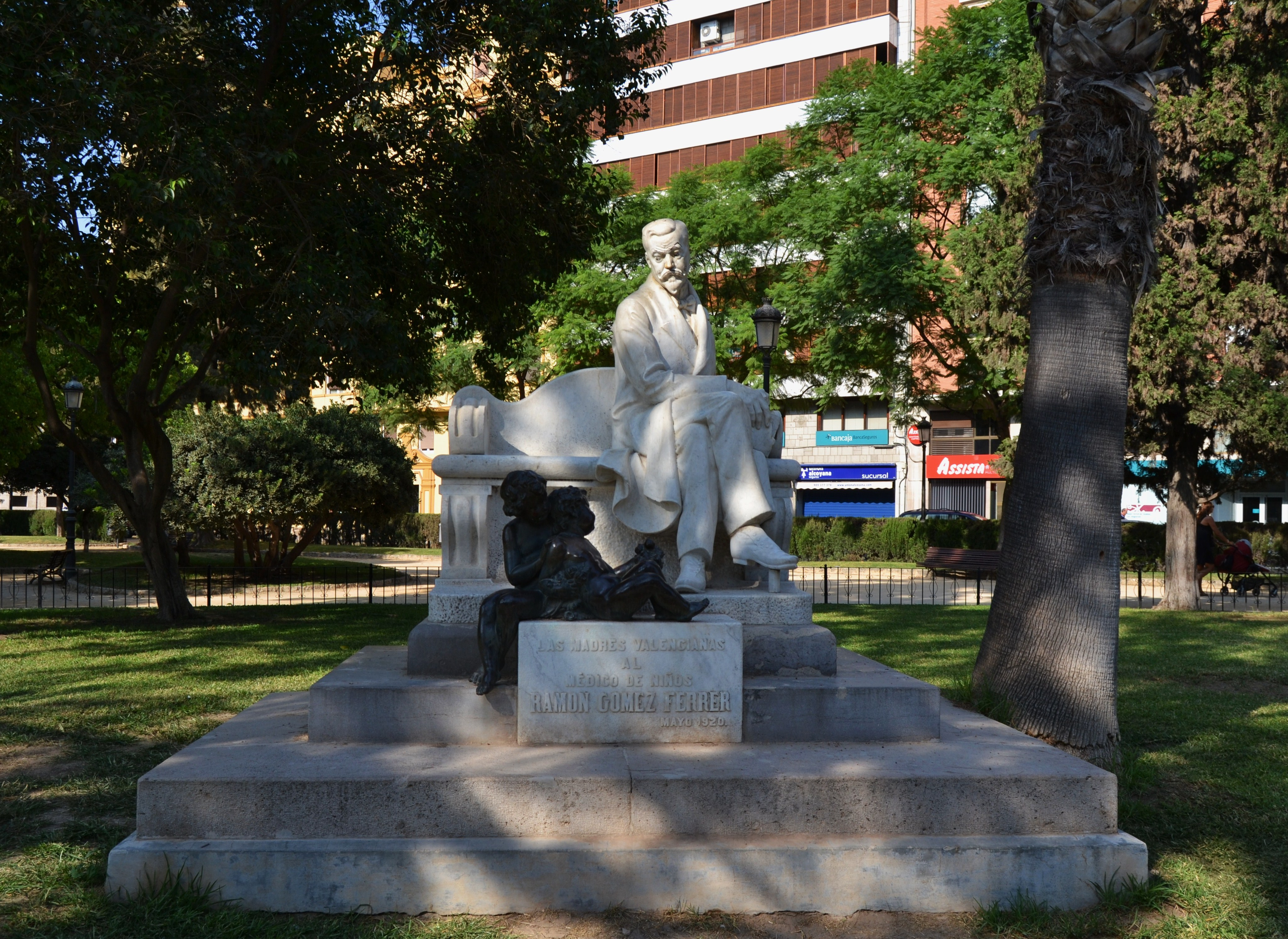
Monument a Ramón Gómez Ferrer
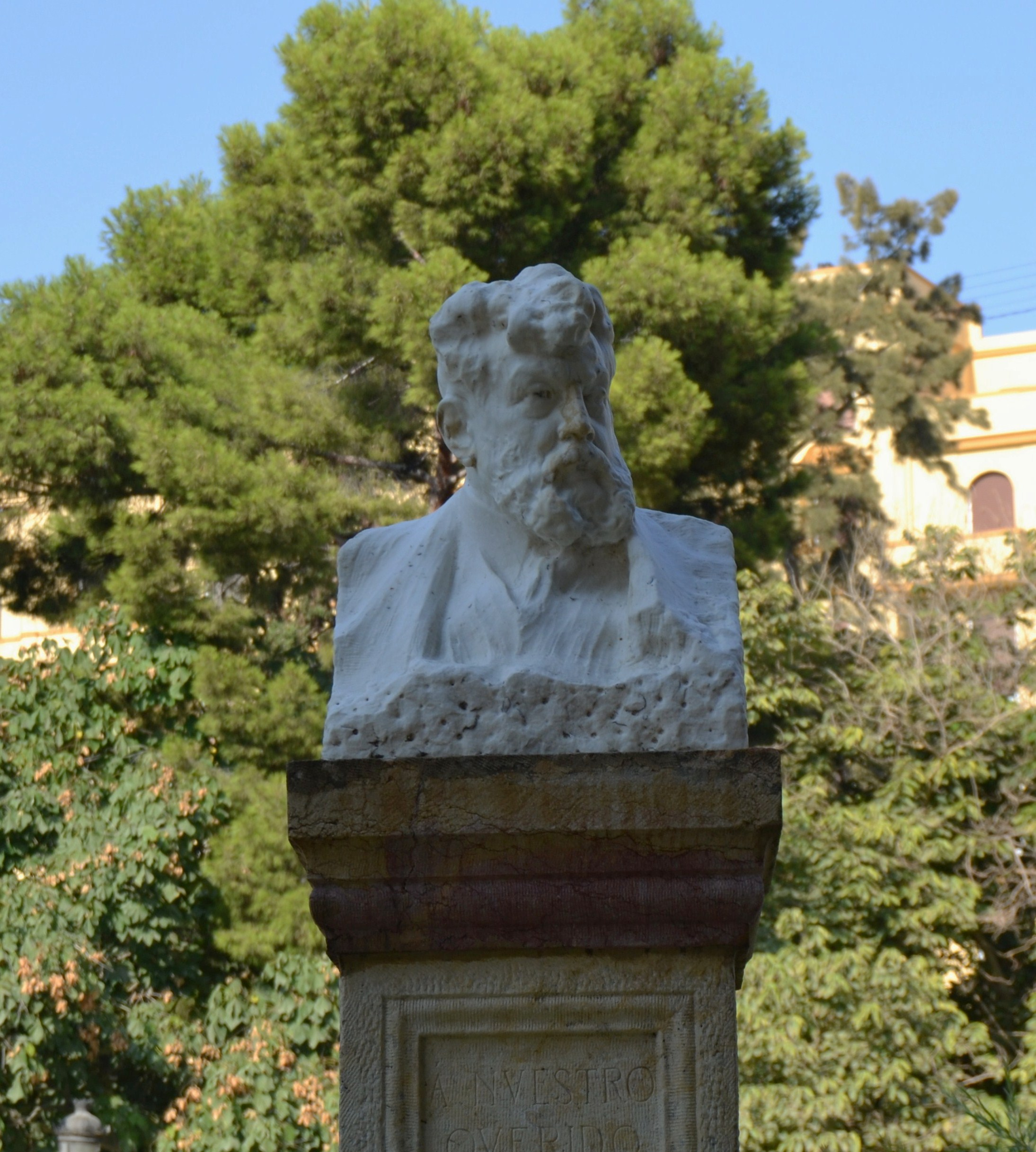
Monument a Francesc Domingo Marqués